# Axiodes sectilis
Axiodes sectilis är en fjärilsart som beskrevs av Louis Beethoven Prout 1938. Axiodes sectilis ingår i släktet Axiodes och familjen mätare. Inga underarter finns listade i Catalogue of Life.